# Manes Guzmán
Manes Guzmán, właśc. hiszp. Manés de Guzmán  (ur. ok. 1168 w Caleruega, zm. 1235 w Gumiel de Izán) – syn bł. Joanny z Azy, starszy brat św. Dominika, jeden z jego pierwszych towarzyszy i pomocników w zakładaniu Zakonu Kaznodziejskiego (Dominikanie, OP), błogosławiony Kościoła rzymskokatolickiego.
Zachowało się wspomnienie, że był „mężem świętym i rozmodlonym, łagodnym, pokornym, wesołym i miłosiernym”, a równocześnie „żarliwym kaznodzieją”, od 1219 roku zajął się kierownictwem duchowym sióstr klauzurowych.
Kult Manesa Guzmána zatwierdził Grzegorz XVI w dniu 2 czerwca 1834 roku.
Wspomnienie liturgiczne bł. Manesa obchodzone jest 30 lipca lub 18 sierpnia razem z błogosławioną matką.